# Peperomia elongata
Peperomia elongata är en pepparväxtart som beskrevs av Carl Sigismund Kunth. Peperomia elongata ingår i släktet peperomior, och familjen pepparväxter.

## Underarter
Arten delas in i följande underarter:
- P. e. guianensis
- P. e. piliramea